# لاغوناسيكا
بلدية لاغوناسيكا (بالإسبانية: Lagunaseca)‏، هي إحدى بلديات مقاطعة قونكة إحدى مقاطعات إسبانيا، و التي تقع في منطقة قشتالة لا منتشا وسط البلاد, و المائلة لجهة الشرق من إسبانيا.
يبلغ عدد سكانها 111 نسمة وفقاً لإحصائية سنة (2007).